# ここはグリーン・ウッド
『ここはグリーン・ウッド』は、那州雪絵による日本の少女漫画作品。『花とゆめ』（白泉社）にて1986年から1991年にかけて連載された。1991年から1993年にかけてOVA化されている。
単行本は、花とゆめコミックスから全11巻で刊行されている。ただし他の短編・中編が数作収録されているため、正味10巻弱となる。少女漫画ながら男性ファンも多く、愛蔵版全4巻、文庫版全6巻も出版されている。文庫版のポストカード集やCDなど関連商品も発売された。2004年ビズメディアから英語版 "Here is Greenwood" 刊行。

## あらすじ
蓮川 一也は初恋の女性すみれが実の兄一弘の妻（つまり兄嫁）となったことでいたたまれず、名門男子高私立緑都学園に猛勉強の末に合格し、入学するはずだった。しかし事故や入院などの「不幸の畳み掛け」により、通学と入寮は5月に入ってのことに。緑林寮入寮早々、一也は同室の如月 瞬が「実は女性」だという「真っ赤な嘘」にまんまと騙される。その黒幕は寮長の池田 光流と生徒会長の手塚 忍だった。賭のネタにされたことに激怒した一也は先輩の光流を殴る。それで逆に気に入られてしまった一也はその後も光流、忍コンビの「玩具」として二人を中心とした寮生たちに振り回される運命が確定する。一方、一弘は緑都学園に保健医として勤務していた。一也は一弘に「兄弟だとバラしたら容赦しない」と言っていたものの、珍しい名字でしかも似た名前の二人が赤の他人だと思う方がどうかしているという話で、とっくに周知の事実となっていた。すか（ちゃん）と命名された一也の不幸な（傍から見れば愉快な）学園生活はこうして始まった。 夏休みにも帰省せず寮に居残った一也だったが、一也を「やっくん」と呼んで溺愛するすみれが襲来して折角の計画が台無しに。しかも、「兄嫁に横恋慕」や「実はブラコン」といった一也が秘密にしておきたかった数々の事実は白日の下に晒される。更に「女難の帝王」光流はモテ男体質が災いした騒動に巻き込まれる。こうして、真面目で虚弱体質というツッコミ役のすか、陽気なボケ役だが陰のある光流、確信犯的知能犯でクールだが怒らせるとおっかない忍、脳天気な瞬の4人を中心に「ボーイズラブまでアリ」のドタバタコメディが展開される。
題名の「グリーンウッド」は緑都学園の寮「緑林寮」の別名である。なお、「緑林」は漢語で「盗賊」または「盗賊の根城」を意味する語。また"Greenwood"にも「悪党の巣」という意味があり、一癖も二癖もある寮の住人たちをあらわしている。

## 登場人物

### 主要登場人物
「声」はアニメ等、「演」はドラマでの演者
蓮川一也（はすかわ かずや）
声：佐々木望 / 演：井澤勇貴
主人公。登場時は高校一年生。小さい頃に両親を亡くし、それ以来兄と2人で暮らしていたが、自身の初恋（片思い）の相手である「すみれ」と兄が結婚したことを契機に、入学した高校の寮に入る。
なお、寮に入った理由は、それまで何事もそつなくこなす優秀な兄に対し尊敬の念を抱いていたにもかかわらず、その兄が男子校の保健医という職を選んだことで反感を抱くようになったことも一因であり、要は重度のブラコンの裏返しである。
性格は素直で騙されやすい。また融通が利かず、負けず嫌い。変人が多い本作の中で数少ない良識者。運動は得意であり身体能力は高いものの、胃が弱い・すぐに鼻血を出してしまう等の虚弱な体質に悩んでいる。緑都入学時は、すみれへの初恋が破れたストレスから胃潰瘍となって入院し、入学が約1ヶ月遅れた（そのため、物語は5月から始まる）。
学業の成績はあまりよくはないが、前述したように運動能力や格闘能力は高いと思われる。中でも走ることに関しては、生来の負けず嫌いの性格から、前を走る者は全て追い抜くという特質をもつ。2年の体育祭の時に、兄の同僚でやや偏向した性格の生物教師・陸上部顧問の村上司郎に目をつけられ、「今ならバルセロナ（オリンピック）に間に合う」という説得とともに半ば無理やり陸上部に入部させられる。
2年のときに緑林寮の寮長となる。
すみれに対する初恋に区切りをつけて後、五十嵐巳夜と知り合い彼女に惹かれる。物語の終盤に告白を決意するものの、諸事情により彼女に避けられまくったが、地雷原をも突き進む気迫はついに彼女の心を動かし、つきあい始めることになる。
池田光流（いけだ みつる）
声：岩田光央 / 演：三浦力
緑林寮の寮長で一也と瞬の一年先輩。面倒見がよく後輩思いだが、蓮川のことをよくオモチャにして遊んでいる。アイドル顔で、年齢を問わず女性からもてるが女運は悪い。成績優秀（入学当時は「補欠の一番」だったが、その後勉強して飛躍的に向上した）で運動神経も抜群。ブラスバンド部所属で担当楽器はトロンボーンだが仮死状態（もうちょっとで幽霊部員）。酒好きで思った通りに吐ける。寮で同室の忍とは親友である。寺の（一応）長男で弟が一人いる。お調子者だが、とても面倒見が良く気風のいい下町の江戸っ子で、人から憎まれない性格。顔の傷は数秒で治るという「特技」を持つ。実は実家は学園の近隣（東京都T区）なのだが、何故か夏休み等でも実家に帰りたがらない。中学時代は近隣に名の通った不良だったらしい。一也を「スカ」と命名した張本人（「はすかわ」の前後一文字ずつを省略して。「全国のはすかわさん、いい迷惑でしょうが耐えましょう」とは作者のコメント）だが、「蓮川」と呼ぶことも多い。
如月瞬（きさらぎ しゅん）
声：坂本千夏 / 演：鈴木拡樹
蓮川の寮のルームメイト。静岡県出身。腰まである美しい長髪が自慢。声が高いうえに顔も可愛いらしいこともあってよく女の子に間違われるが、れっきとした男。またこの格好を好んでいるだけで性自認は男性である（ただし乙女系で中性的な嗜好は多々見られる）。美形の女性を好むらしい。性格は何かと煮えきらない蓮川よりはよほど男らしく、主義主張が明確でずけずけと物を言う。その言動の端々から、作品中で明言はされていないものの、かなり成績もよいだろうことが推測できる。運動もそこそこ得意で足も速い（「12秒台」というセリフがある）。実家は有名旅館で自身はそこの跡取息子、俳人の父親と切れ者女将の母親を持つ。彼と同様に少女のような弟の麗名（れいな）と、作中でのちに生まれた妹・唯がいる。一也を「すかちゃん」と呼ぶ。作者によれば、キャラクターを作った当初から坂本千夏の声でセリフを考えていたという。
手塚忍（てづか しのぶ）
声：関俊彦 / 演：佐藤雄一　　
緑都学園の生徒会長。長野県出身。クール系の美形だが、謎が多い人物。成績はずば抜けていてスポーツもそつなくこなし（特技は柔道と剣道。ただし団体競技には疎い）、天才と呼んでも過言ではない。地方の名家の令息で父親は政治家、兄と姉が一人ずついるが、その器から将来の跡取りにと期待されている。持ち前の統率力で学園を支配しており、学園内の生徒はおろか多くの教師の弱みを握っていることで恐れられている。常に冷静沈着、ポーカーフェイス。瞬曰く「神様みたいな人（何でもできるのに、ただでは何にもしてくれない所がそっくり）」。「冷酷無比」「血も涙も無い」という言葉がよく似合い、目的のためには手段を選ばない策略家であるが、実際はそんな自分を心底嫌悪している（あるエピソードで遭遇した宇宙人の作ったレプリカント（忍にそっくり）を遠慮なく破壊していた）。5巻のエピソード「雨やどり」で、そこを見抜いて自身の本音を引き出した初めての友人である光流に対しては究極的には強く出られない傾向が見られる。一也のことは普通に「蓮川」と呼ぶ。複数の女性と交際しているが、六条倫子とは特異な共存関係を築いている。
霊感が強く、OVAでは光流に取り付いた幽霊をいち早く見抜いた。原作でも地縛霊に対して「先手を打って」金縛りにかけてみたり、一也に呪いをかけて悪夢を見させる、ナイトメアを探して夢を出入りする猫を捕まえようとするなど「そっちの方面の能力」を発揮し、光流から「拝み屋」になる事を勧められたりしている。
なお、未成年だが喫煙の常習犯でもある。

### 主要登場人物の血縁者たち
蓮川一弘（はすかわ かずひろ）
声：井上和彦 / 演：大口兼悟
蓮川一也の兄。25歳（コミックス6巻時点）。長身の美男子で、外見は仕事のデキる好青年風。緑都学園の卒業生で、現在は同学園の保健医。11歳の時に父親が病死、高校2年の時に母親が事故死し、弟の面倒を見ながら大学を卒業したしっかり者。保健室の主として生徒の相談にのることが多く、ある程度生徒の信望はあるが、男子校に男子保健医ということでやや嫌がられてもいる。学生時代、蓮川家の近所では成績優秀な優等生として知られていたが、なぜか保健医になったことで一也から反発される。本人は弟の一也を溺愛しているが、好きな子ほど苛めたくなる…という弟である一也にとってみれば迷惑でしかない愛情表現を好むため、それも一也から嫌われている一因である。それでも五十嵐登場後は告白の奮起を促すなど和解の兆しもある。
グリーン・ウッド・カーニバルでのキャストは、1は菅原弘文、2・3は井上和彦。
蓮川すみれ（はすかわ すみれ）
声：島本須美 / 演：福井裕佳梨
蓮川一弘の妻。旧姓は木谷。美人だが「お嬢様」で、おっとりとした性格（いわゆる天然ボケ）。一弘の大学時代の2年後輩で、一弘に一目惚れした。それまでは小学校から高校まで一貫制の女子校に通い、男性への免疫が無かった。家庭教師をしていた一也から好意を寄せられていたが、それを知らずに一弘と結婚。現在も一也のすみれを慕う気持ちにも気づかないまま、彼を可愛がり、知らずに傷付けている。一也を「やっくん」、一弘を「ひろくん」と呼ぶ。後に一弘との間に「緑」と言う息子が出来た。
大学時代の一弘は、弟の一也を育てるためにけっこう無理をしており、彼女と知り合った当初はド天然真っ直ぐな性格から「こんなの（すみれと一也）2人も抱えてたら、自分の青春はどうなる?」と及び腰だった。
グリーン・ウッド・カーニバルでのキャストは、1は落合茜、2・3は木村真紀。
池田正十（いけだ まさと）
演：椎名鯛造
光龍寺の住職の孫で、光流の弟。ただし血はつながっていない。彼が生まれた日に、生後二週間ほどの光流が寺の門前に捨てられており、養子となったため、光流が長男ということになっている。素直に言動に表すことは少ないが、家族として光流のことが大好きで、光流が実子の彼に遠慮して家を出て行こうと考えていることを察し、警戒している。幼い頃には、光流の本当の親が名乗り出てくるのを恐れて、光流が有名になる（友人が投稿した写真が雑誌に掲載される）ことに大反対したこともあった。光流や忍からは「正（しょう）」（忍は「くん」づけ）と呼ばれている。
4月生まれで、蓮川らと同学年。緑都学園を受験したが不合格だった。
手塚渚（てづか なぎさ）
声：鶴ひろみ / 演：中丸シオン
忍の姉。クールな外見の美人で女王様の典型のような性格。出来すぎた弟に劣等感を持ち（女性なので跡取りとして元から期待されておらず、敬愛していたであろう兄が弟の存在感に耐え切れず失踪したことも一因）、何かと忍を服従させたがって様々な工作を図る。目的のためなら手段を選ばないことが多く、極端な行動に走りやすい。しかしテンションが高く、それに比例して足元が見えなくなる辺り、弟と違って悪巧みには向いていないことがうかがえる。その昔、縁日の日に光流を1万円で買おうとした過去を持つ（ただしのらりくらりかわされた挙句、金だけ取られて逃げられた）。常に配下の者たち（全員が揃いのダークスーツに黒メガネ）数名を引き連れている。
グリーン・ウッド・カーニバルでのキャストは、1はまやかおる、2は末山美由紀。
手塚旭（てづか あきら）
8年差の忍の兄。プライドの塊のような渚からそれなりの敬意を示されていることから、十分に優秀で、かつ人望があったと推測できるが、メンタルな面が弱く「悪党」になるには善人過ぎたのか、出来過ぎた弟（忍）にプレッシャーを感じ、ドロップアウト。その後、家を出て消息不明だったが、撮影所でアシスタントをしているところを忍に見つけられた。六条倫子の元婚約者。カメラマンになるのが夢。最終話では一言「帰る」としたためたハガキを倫子に送っている。
如月麗名（きさらぎ れいな）
声：山田妙子
美少女のような瞬の弟、妹の誕生に反発して緑林寮へ家出してきた。生意気で言うことも聞かないが、蓮川に叱られて、実家へ戻る。アニメ版では手塚渚に囚われて人質になる一幕もあった。ドラマ版においては、その存在は語られたものの結局登場しなかった。

### 寮生
古沢進一郎（ふるさわ しんいちろう）
声：堀内賢雄 / 演：長尾浩志
忍と光流の一年先輩で、前寮長。寮の自室に愛車の大型バイクをかついで持ち込み（その重量で廊下を傷め、時に床板を踏み抜くこともあるので光流の苦情が絶えない）、寝食を共にするほどのバイク野郎。バイトを幾つもこなしており、そのうちの一つである酒屋の娘、由子と恋仲に。
帰省の際に「関越」を利用し、冬季は雪があるという理由でバイクを寮に置いていくことから、実家は北関東もしくは北陸。寮へ戻る途中でバイクに落雷し、「黒コゲ」になったこともあるが、どうやら無事だったらしい。
グリーン・ウッド・カーニバル2でのキャストは、高垣健。
亀垣（かめがき）
忍と光流の一年先輩で、古沢と同学年。その他大勢の中では比較的出番が多い。「亀先輩」と呼ばれる。
藤掛達郎（ふじかけ たつろう）
声：千葉一伸 / 演：加藤康起
九州の出身で実家はミカン園。渡辺由樹と同室。農家の息子で男らしい外見かつ性格。渡辺由樹とは、グリーンウッド内で確認されている唯一のカップルである。
グリーン・ウッド・カーニバルでのキャストは、1は大森隆志、2は米光亮。
渡辺由樹（わたなべ よしき）
声：伊倉一寿 / 演：川本稜
北海道出身。藤掛達郎と同室。可愛らしい顔立ちなうえに小柄で、女と間違われることが多々ある。類は友を呼ぶのか瞬とは仲が良い。彼と瞬が二人でいる様子は「まるで女子寮」と揶揄されていた。体育祭には決まって「チアガール」を任される。
子供の頃は体が弱かったため、体力をつけるために少年野球のチームに在籍していた。二軍だったがポジションはピッチャー。草野球では意外な活躍をみせた。
グリーン・ウッド・カーニバルでのキャストは、1は落合茜、2は清水伸吾。
栃沢弘（とちざわ　ひろし）
声：高木渉→緑川光 / 演：一慶
岡山出身のメガネをかけた少年。緑林寮内では、蓮川や瞬のそばにいることが多く、瞬を買い物に誘ったりもしている。
出番が多く、印象深い反面、これといった活躍がない。作中で行われた修学旅行では行先が地元という貧乏くじとなっていた。名前を「柄沢」と誤植されたことがある。
下の名前は劇中では呼ばれていないが、作者がコミックスの柱で公表している。
坂口栄也（さかぐち ひでや）
声：檜山修之 / 演：中田祐矢
青木邦久（あおき くにひさ）
声：林延年 / 演：堀江隆太
自分たちの私的な空間を二段ベッドに押し込んで、自室を解放し、ゲーセンを営む緑林寮の名物コンビ。3台のテレビと各種ハード、ソフトならびにコピー、冷蔵庫などをそろえ、使用料をとる。ツケは可能だが、高額になるとプライバシーを無視して取立てを敢行する。メインとなったエピソード「リトル・ショップ・オブGW（グリーン・ウッド）」では謎のゲームソフト呪いによって一騒動起きることとなった。
初出時は名前と外見が逆転している。停電時に苦心サンタンして入力中のデータがおしゃかになり、真っ白に燃えつきた方は「青木」と呼ばれていたが、以降の登場時には坂口である。
グリーン・ウッド・カーニバルでのキャストは、坂口は1が松田弘、2が蓜島邦明、3が宮本茂男。青木は1が関口和之、2・3が阿部浩之。
羽生（はぶ）
演：青木啓太
緑都学園高校2年生。ペット禁止の寮の中でこっそりへびを飼っていたのが、脱走し寮中を混乱させる。
原作では名前が無く、光流から「ヘビ男」と呼ばれているのみである。
香取（かとり）
演：齋藤遼
緑都学園高校2年生。音波式蚊避け機を愛用している。蚊避け機の高音波で騒動を起こし、金田とともに光流（ドラマでは蓮川）から水をぶっ掛けられる。
原作では一場面限りの完全なチョイ役で、名前も無い。
金田（かねだ）
演：岡和輝
緑都学園高校2年生。香取の隣室。音波式蚊避け機の発する音が大の苦手。香取の音波式蚊避け機の発する音に耐え切れず、香取に衝突し水をぶっ掛けられる。
やはり原作では名前が無い。
野山知道（のやま ともみち）
声：置鮎龍太郎 / 演：春原陽
一也や瞬の一年後輩の関西人。きんぴらにソースをかける自他ともに認める味オンチ。醤油に目がない。寮の給食のおばさんに卒業まで嫌われ続けたという。
下級生がクローズアップされることは少ない中で、立山教諭に反抗するエピソードで主役を張っている。
「黒づくめの関西人」と「味オンチ」はそれぞれ別の作者の知人がモデル。
フレッド・セレネ
声：伊藤将生 / 演：伯丞匠耶
一也や瞬の一年後輩でシンガポールからの留学生。長身で美形の為、入学早々近隣の女子学生の餌食にされた。同室の野山の影響で変な日本観をもちつつある。妹がいる。寒いのが苦手。
シンガポール出身である理由は、作者が生まれて初めての海外旅行に行った先であり、取材を口実にまた行きたいという目論見があったからだ…と劇中でネタにしている。
グリーン・ウッド・カーニバルでのキャストは、1は大森隆、2は竹内秀、3は林憲一。

### 緑都学園関係者
戸丸良武（とまる よしたけ）
演：恭平
蓮川のクラスメイト。身長がやや低く、蓮川とほぼ同じくらい。比較的出番が多く、体育祭では「チアガール」をやらされたり、蓮川と学園祭の演劇の「主役」を争うエピソードもある（身長の関係で抜擢されたが女役なので嫌がり、押し付けあった）。卓球が得意。彼女がいる。
布施直（ふせ なおし）
演：久保翔
緑都学園高校1年生。
突然ジャーナリズム精神に目覚めるなど、何事にも影響されやすい性格。常に大げさな物言いで、思い込みが激しく、他人の話を聞かずに突っ走ることもしばしば。
村上司郎（むらかみ しろう）
緑都学園の教師。生物を担当、陸上部顧問（兼監督）。いわゆるマッドサイエンティスト。一也を陸上部に入部させた。建前は人体の無限の可能性を探求するためということだが、高校時代の同級生である兄・一弘に個人的な恨み（嫉妬による逆恨み）があり、その鉾先が弟の一也に向く傾向がある。部員を生徒というより研究材料と見なしているため、当の陸上部員からも忌避されている。
立山君子（たちやま　きみこ）
演：三谷悦代
緑都学園の漢文教師。緑都学園三婆とよばれる古参教師。生徒にも自身にも非常に厳格である。教え子達からはその厳格さでおそれられる一方、「信念があって理想があってウソがない」として絶大な尊敬の念を抱かれているが、自身は「ここ（緑都学園）の生徒はつまらんよ、すぐに私の授業についてこられるようになってしまう」とサディスティックな発言もしている。なんでも数年に一度は一也のように彼女の授業中に居眠りしたり、野山のように山もりの課題に物申す1年生（2年前に光流）が現れる。
既婚。心臓に持病があり、時折発作が起きる。電車など公共交通機関は危険なため夫が自家用車で送迎している。高校生の娘がいる。モデルは作者の恩師（雑誌のコラムで作者は「ウッチー」と呼んでいる）。
寮母
声：佐々木優子 / 演：杉澤祐子
緑林寮の管理人。時折、所用で短期間、寮を空けることがある。寮生のバカ騒ぎも事案になったり学業に差し支えない限りは黙認しているほか、寮務の雑用を寮長に丸投げすることも多いが、寮祭の時には賄い役の方々と張り切って準備していた。ナイトメア事件の際には旦那に先立たれていること、海外赴任中の息子（緑都OB）がいることが判明している。
西川（にしかわ）
緑都学園の学園長。一也によると入学試験では自ら面接官もしている。彼自身も緑都OBであり、戦地で亡くなった同級生・桜沢（つまり幽霊）と再会しても動じないスゴイ人。

### その他
新田美恵子（にった みえこ）
声：深津絵里 / 演：戸松遥
人気のアイドル歌手。本名は新井田美恵。普段は地味で病弱だが、スポットライトを浴びると生き生きとして元気になるという特異体質。その病弱ぶりは、ステージの舞台ソデで酸素吸入を施されていたり、コンサート終了後は救急車で搬送されるほどである。ある事件を契機に一也・光流・忍と知り合う。特に光流と仲が良いらしく、バレンタインには彼宛にチョコを送ってきた（他の2人の名前を覚えていなかっただけかも知れない）。
グリーン・ウッドで開催されたイベント「緑林寮祭」ではノーギャラでミニコンサートを引き受けていたが、最終話において仕事で共演した力士・旭山関と交際していることが公表されている。
グリーン・ウッド・カーニバルでのキャストは、1・2とも深津絵里。
五十嵐巳夜（いがらし みや）
声：本多知恵子 / 演：吉倉あおい
本作のヒロインにして、スケ番風の女子高生。登場するのは作品の2/3を越えたあたり。光流の中学時代の後輩にあたる。不良グループにつけ回され、光流に助けを求めてグリーンウッドにやって来たのをきっかけに、一也と知り合い、互いに惹かれあうようになる。自身の母親、そして家族同然のつきあいのある幼馴染で母親も公認の仲の小泉典馬との軋轢を怖れて一也を避けまくるが、後に自分の気持ちに正直に生きることを決心し、典馬と決別、母親とも大喧嘩したうえで一也とつきあい始める。気が強く口調もかなり激しいが、外見はそれなりに可愛らしく、作中では女の子らしく幽霊を怖がったり、一也の前では涙を流すような弱い一面も見せた。
グリーン・ウッド・カーニバルでのキャストは、2・3とも椎名可憐。
小泉典馬（こいずみ てんま）
声：山口勝平 / 演：標永久
五十嵐の幼馴染にして主人公の恋敵といたって損な役回りであるが、頭がよく完璧主義者とも言うべき穴のない男。五十嵐を自分のもとに置いておくために一也のラブレターを握り潰す等、好きな相手のためには手段を選ばない汚い一面もある。なお五十嵐との別れのシーンは「そのままの君が好きだ」と言う少女マンガでは定番の殺し文句だが、暗に「君は何もしなくていい」という内容だったため、本作では決別のきっかけとなるという、少女マンガのヒーロー像に対する非常にきついアンチテーゼとなっている。
グリーン・ウッド・カーニバル3でのキャストは、石川吉元。
六条倫子（ろくじょう のりこ）
声：松井菜桜子 / 演：小橋めぐみ
手塚旭の元婚約者。黒々とした長い髪が印象的な、独特な雰囲気を持つ美女。名家の出で、この婚約には政略結婚の意味合いもあったと思われる。旭がドロップアウトした為、忍の父親は跡継ぎの忍と倫子の結婚を狙っているという話も。現在は忍の彼女の一人（？）のようだが、実際にはそう単純な話でもないようだ。忍とは6歳差。美大に通っていて、卒業後は絵の仕事をしている。
彼女と忍の間には手塚旭を媒介とした特異な共存関係があったが、高校に進学後してからは光流との出会いなどで徐々に変化していく忍に対して彼女は軽い苛立ちを見せている。しかし、再会した旭と一応の別離を見たことで、忍、ひいては「自分を置いて行ってしまった手塚旭」に執着し続ける自分と決別するように彼女は忍の前から姿を消す。複数の女性と交際していた忍の方も明らかに彼女を特別扱いしており、自分からは関係を絶つつもりはなかったようなので、倫子が「いち抜けた」という印象だろうか。
グリーン・ウッド・カーニバルでのキャストは、1は辻よしみ、2・3は桜井裕子。
N（仮名）
声：佐々木優子
作者本人。キャラクターの頭にNの文字をつけて、しばしばストーリーの内外に登場する。
池田ミチル、手塚忍、如月唯、蓮川也美
異次元（パラレルワールド）に存在する女子寮・桜林寮（通称「チェリー・ウッド」）の寮生。外見はそれぞれ光流、忍、瞬に酷似しているが女性である。一也が（その世界での彼に該当する也美と入れ替わる形で）訪れたことがある。チェリー・ウッドでも、グリーン・ウッドと全く同様の騒動・事件が（男女は逆だが）起きていたらしい。也美自身はそのエピソードでは一也とすれ違うだけだったが、単行本の柱（本誌掲載時の広告部分）に描き足される。最終回にも登場した。
ここはグリーンウッドステーションで「ここはチェリーウッド」を放送した際の声優は蓮川、光流、忍、瞬と同じである。
由子（ゆうこ）
声：久川綾
古沢の彼女。バイト先の酒屋・川澄屋の娘でさっぱりとした気性の少女。朴訥ながら優しい古沢に好意を寄せる。誕生日（2月14日）のプレゼントを尋ねられた際に「古沢のバイクへの同乗」を頼むが断られる。しかし、自ら免許を取って一緒に走りたいと申し込む。
なお、古沢が同乗を断ったのは事故が起きた際に危険なのは運転している者より同乗している者なためであって他意はなかった（古沢自身は大概の事故には対処できるらしい）。

## 単行本・書籍リスト

### 花とゆめコミックス
1. 1987年01月25日 ISBN 4-592-11424-8 併録:『キラキラの部屋で』『冒険者たち』『誰か−STRANGER』 [注釈 4]
2. 1987年07月25日 ISBN 4-592-11425-6
3. 1988年01月25日 ISBN 4-592-11426-4
4. 1988年09月25日 ISBN 4-592-11427-2
5. 1989年02月25日 ISBN 4-592-11428-0
6. 1989年06月25日 ISBN 4-592-11429-9
7. 1989年11月25日 ISBN 4-592-11430-2
8. 1990年09月25日 ISBN 4-592-12178-3
9. 1991年01月25日 ISBN 4-592-12179-1 併録:『君が見ていた夢を』
10. 1991年05月25日 ISBN 4-592-12180-5
11. 1991年10月25日 ISBN 4-592-12181-3 併録:『内沢とわたし』

### 愛蔵版
1. 1996年08月31日 ISBN 4-592-13836-8
2. 1996年08月31日 ISBN 4-592-13837-6
3. 1996年09月30日 ISBN 4-592-13838-4
4. 1996年09月30日 ISBN 4-592-13839-2

### 白泉社文庫
1. 2000年12月20日 ISBN 4-592-88174-5 解説:望月智充
2. 2000年12月20日 ISBN 4-592-88175-3 解説:藤田香織
3. 2001年03月20日 ISBN 4-592-88176-1 解説:関俊彦
4. 2001年03月20日 ISBN 4-592-88177-X 解説:印口崇
5. 2001年06月20日 ISBN 4-592-88178-8 解説:窪田僚
6. 2001年06月20日 ISBN 4-592-88179-6 解説:岩田光央

## OVA
ビクター音楽産業から発売されたイメージアルバムが好評であったことから全6話（ビデオ6巻、LD/DVDは2話収録で3巻）が制作された。

### メインキャラクター以外の声の出演
- 美佐子：皆口裕子

### スタッフ
- 原作 - 那州雪絵（白泉社「花とゆめ」）
- 監督・脚本・絵コンテ - 望月智充
- キャラクターデザイン・作画監督 - 後藤真砂子
- 美術監督 - 小林七郎
- 色彩設定 - 一瀬美代子
- 撮影監督 - 池上元秋（第1話）、沖野雅英（第2話以降）
- 音響監督 - 本田保則
- サウンド・プロデュース - 関口和之（サザンオールスターズ）
- 音楽 - 永田茂
- プロデューサー - 桜井裕子、上梨みつお（第2話まで）、本間道幸（第2話以降）
- アニメーション制作 - ぴえろプロジェクト（第2話まで）、スタジオぴえろ（第3話以降）
- 制作協力 - スタジオぴえろ（第2話まで）、亜細亜堂
- 製作 - ビクター音楽産業、ぴえろプロジェクト（第2話まで）

### 主題歌
メイン・テーマ（エンディングテーマ）「ノーブランド・ヒーローズ」（第1話 - 第5話）
作詞 - 及川眠子 / 作曲・編曲 - 坂本洋 / 歌 - 坂本千夏
エンディングテーマ「君を好きでよかった」（第6話）
作詞 - まさごろ / 作曲 - 椰子の実かちる / 編曲 - 大城静乃 / 歌 - 林朝美
挿入歌「僕たちがいる奇跡」（第3話）
作詞 - 及川眠子  / 作曲・編曲 - 坂本洋 / 歌 - 坂本洋
挿入歌「めざせバルセロナ」（第6話）
作詞 - 青島雪男 / 作曲 - 関口和之 / 編曲・歌 - 坂本洋

### サブタイトル
1.「汝の日常を愛せよ」
原作初期の蓮川入寮当時の様子を描く。
2.「渚狂走曲」
アニメオリジナルの渚による麗名誘拐の顛末。
3.「学園祭出品作“ここは魔王の森”」
原作の「ここは魔王の森」を文化祭出品の自主制作映画として制作することになる。映像特典として原作の「出し物」も収録。
4.「光流とゴースト〜緑林寮の幻」
アニメオリジナル、緑林寮に光流に恋をした幽霊・美佐子がやって来たことによる騒動を描く。
5.「君を好きでよかった（前編）」
6.「君を好きでよかった（後編）」
原作の蓮川と五十嵐の恋の顛末を描く。

## ここはグリーンウッド放送局
1993年4月11日 - 7月4日に文化放送にて日曜日23:00 - 23:30に放送されたラジオ番組でパーソナリティーは関俊彦と岩田光央。前半でDJ、後半でラジオドラマと当時の典型的なアニラジの構成である。ドラマパートは「CDシネマ1 - 4」として、DJパートは「DJスペシャル〜ON AIRバージョン」としてCD化されている。
その後DVDの音声特典としての新録音の収録、ドラマのプロモーションとしてドラマとJVCの公式サイトにて「ここはグリーンウッド放送局 on the web」が配信されている。

## テレビドラマ
2008年7月からは『ここはグリーン・ウッド 〜青春男子寮日誌〜』のタイトルでTOKYO MXなど11局にてドラマ化された。

### スタッフ
- 企画 - 夏目公一朗、藤原正道、布川郁司、安田正樹、船田晃
- 製作 - 植田益朗、篠原廣人、釜秀樹、本間道幸、太布尚弘
- プロデューサー - 佐藤成俊、石井佑佳、加藤智浩、平山幸、染谷正陽、森田昌泰、牛田直人
- シリーズ構成 - 藤咲あゆな
- 脚本 - 藤咲あゆな、大知慶一郎、笹野恵
- 音楽プロデューサー - 増島由美子、外村敬一
- 音楽 - 渡辺剛
- 撮影 - 菊池亘（J.S.C）
- 照明 - 井上幸男
- 美術 - 平井淳郎
- 録音 - 西岡正巳
- VE - 谷川克己
- 装飾 - 越賀あや
- 助監督 - 山岸一行
- 制作担当 - 佐藤大樹
- 編集 - 山岸宏一
- MA/選曲 - 東是生
- スクリプター - 田中小鈴
- キャスティング - 稲垣るみ
- VFX/視覚効果 - 日本映像クリエイティブ
- 視覚効果スーパーバイザー - 豊直康（日本映像クリエイティブ）
- 視覚効果コーディネーター - 杉木信章（日本映像クリエイティブ）
- アクションコーディネーター - ACファクトリー（冨田昌則、新上博巳）
- 技術 - 映広
- ポストプロダクション - 音響ハウス
- ナレーション - 岩田光央
- 衣裳協力 - カズプロジェクト、ConBaffi NONNINO、テトラディシュカンパニー
- 特別協力 - HONDA、アディダスジャパン
- 監督 - 本多幹祐、清水俊文、熊澤誓人、會田望
- 制作プロダクション - ゼネラル・エンタテイメント
- 製作 - 「ここはグリーン・ウッド」製作委員会（アニプレックス、ソニー・ミュージックエンタテインメント、東宝、ぴえろ、ムービック、エンタテインメントプラス、電通）

### 主題歌
オープニングテーマ「Dream Runner」
作詞：貴水博之、作曲・編曲：浅倉大介、歌：access（Sony Music Associated Records）
エンディングテーマ「naissance」
作詞：野口圭、作曲：田中隼人、編曲：馬場一嘉、歌：戸松遥（MusicRay'n）
挿入歌
「太陽の真下から」（第3話・第12話）
作詞・作曲：LANCE、RYO、編曲：YANAGIMAN、歌：ONE☆DRAFT（Sony Music Associated Records）
「命令形の応援歌～蓮川に捧ぐ」（第8話）
作詞：那州雪絵、作曲：山本正之、歌：蓮川一也（演：井澤勇貴）（劇中歌協力 flying DOG/JVCエンタテインメント）
「愛と青春のぼくたち」（第8話・第12話）
作詞：小磨、作曲：白戸佑輔、編曲：つみしときまく、歌：新田美恵子（演：戸松遥）
第11話ではエンディングテーマとして使用。
「ヒカリ stream」（第9話・第11話）
作詞：井上秋緒、作曲・編曲：浅倉大介、歌：池田光流（演：三浦力）（aniplex）
「レイン conceal」（第10話）
作詞：井上秋緒、作曲・編曲：浅倉大介、歌：手塚忍（演：佐藤雄一）（aniplex）
「キセキ moment」（第12話）
作詞：井上秋緒、作曲・編曲：浅倉大介、歌：如月瞬（演：鈴木拡樹）（aniplex）
「REWIND」（第12話）
作詞・作曲：川上直子、編曲：奥村益生、歌：戸松遥（MusicRay'n）
「スカイ one」（第13話）
作詞：井上秋緒、作曲・編曲：浅倉大介、歌：蓮川一也（演：井澤勇貴）（aniplex）

### サブタイトル
| 各話   | 放送日（MX） | サブタイトル               | 脚本       | 監督     |
| ------ | ------------ | -------------------------- | ---------- | -------- |
| -      | 7月5日       | 放送直前SP                 | -          | -        |
| 第1話  | 7月6日       | グリーン・ウッドへようこそ | 藤咲あゆな | 本多幹祐 |
| 第2話  | 7月13日      | ノーブレス・オブリージ     | 藤咲あゆな | 本多幹祐 |
| 第3話  | 7月20日      | 若い力                     | 大知慶一郎 | 清水俊文 |
| 第4話  | 7月27日      | 日本の夏が来てる           | 大知慶一郎 | 清水俊文 |
| 第5話  | 8月3日       | お楽しみはこれからだ       | 笹野恵     | 熊澤誓人 |
| 第6話  | 8月10日      | 頭のいたいネメシス         | 笹野恵     | 熊澤誓人 |
| 第7話  | 8月17日      | 蓮川家の一族               | 大知慶一郎 | 會田望   |
| 第8話  | 8月24日      | 春はあけぼの               | 藤咲あゆな | 會田望   |
| 第9話  | 8月31日      | 片思いかもしれない         | 笹野恵     | 清水俊文 |
| 第10話 | 9月7日       | 雨やどり                   | 大知慶一郎 | 清水俊文 |
| 第11話 | 9月14日      | LIVE OFF グリーン・ウッド  | 笹野恵     | 本多幹祐 |
| 第12話 | 9月21日      | 王子様を探せ!              | 藤咲あゆな | 本多幹祐 |
| 第13話 | 9月28日      | ここはグリーン・ウッド     | 藤咲あゆな | 本多幹祐 |

### 放送局
| 放送地域 | 放送局      | 放送期間                 | 放送日時                 | 備考                  |
| -------- | ----------- | ------------------------ | ------------------------ | --------------------- |
| 神奈川県 | tvk         | 2008年7月2日 - 9月24日   | 水曜 23時00分 - 23時30分 |                       |
| 千葉県   | チバテレビ  | 2008年7月3日 - 9月25日   | 木曜 25時00分 - 25時30分 |                       |
| 三重県   | 三重テレビ  | 2008年7月3日 - 9月25日   | 木曜 25時35分 - 26時05分 |                       |
| 兵庫県   | サンテレビ  | 2008年7月4日 - 9月26日   | 金曜 25時40分 - 26時10分 |                       |
| 京都府   | KBS京都     | 2008年7月4日 - 9月26日   | 金曜 26時30分 - 27時00分 |                       |
| 広島県   | 中国放送    | 2008年7月4日 - 9月26日   | 金曜 26時40分 - 27時10分 | [ 注釈 5 ]            |
| 福岡県   | RKB毎日放送 | 2008年7月5日 - 9月27日   | 土曜 26時40分 - 27時10分 | [ 注釈 6 ]            |
| 東京都   | TOKYO MX    | 2008年7月6日 - 9月28日   | 日曜 23時30分 - 24時00分 | [ 注釈 7 ] [ 注釈 8 ] |
| 埼玉県   | テレ玉      | 2008年7月7日 - 9月29日   | 月曜 24時30分 - 25時00分 |                       |
| 宮城県   | 東北放送    | 2008年7月10日 - 10月2日  | 木曜 26時10分 - 26時40分 |                       |
| 北海道   | 北海道放送  | 2008年7月12日 - 10月4日  | 土曜 26時10分 - 26時40分 |                       |
| 日本全域 | GyaO        | 2008年7月18日 - 10月10日 | 金曜正午更新             |                       |

## 舞台
2019年7月19日〜28日に東京・ 天王洲 銀河劇場で上演。脚本・演出を
ほさかようが手がける。

### 出演
- 蓮川一也 - 小西成弥
- 如月瞬 - 大平峻也
- 手塚忍 - 影山達也
- 池田光流 - 長妻怜央
- 羽生 - 平井浩基
- 坂口栄也 - 北乃颯希
- 青木邦久 - 森遼
- 布施直 - 佐野真白
- 栃沢弘 - 笹森裕貴
- 藤掛達郎 - 小田桐咲也
- 渡辺由樹 - 世古口凌
- 蓮川すみれ - 寺崎裕香
- 手塚渚 - 岡田あがさ
- 如月麗名 - 内野楓斗
- 蓮川一弘 - 山田ジェームス武

## 備考
本作のOVAはファンダムでアメリカに紹介されたため、日本よりも海外の方が知名度が高い作品として一部で知られる。